# パラレルリンクロボット

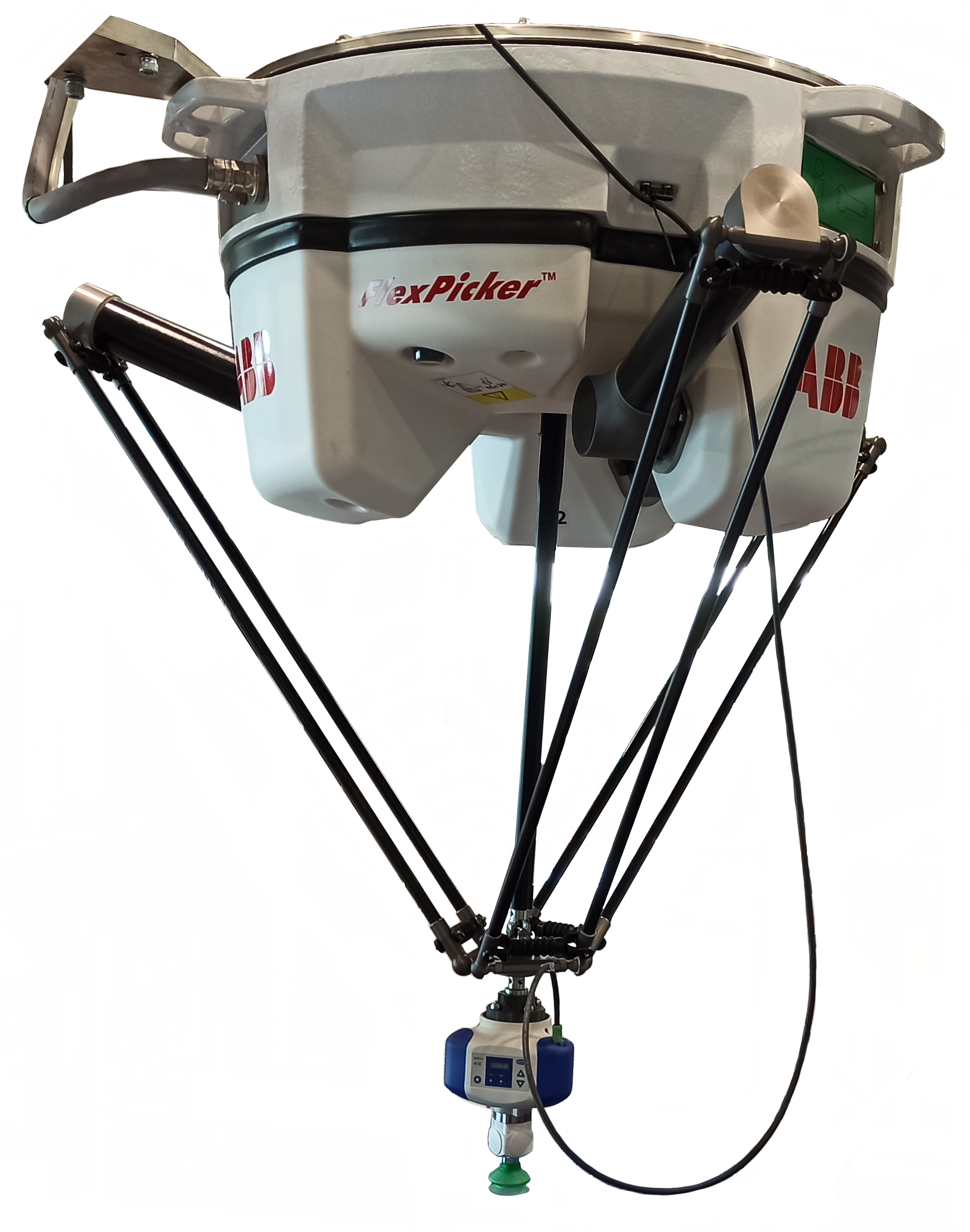
ABB製のパラレルリンクロボットFlexPickerシリーズ

パラレルリンクロボット (parallel link robot) とはパラレルメカニズムを用いた産業用ロボットである。従来型の多関節ロボットに比較して、高出力で高精度な点があげられる。その形状は産業用ロボットからイメージされるもの（多関節ロボット）とはかなり違う。

## 概要
パラレルリンクロボットのパラレルは平行ではなく並列の意味である。つまり平行リンク機構のことでない。
パラレルリンクロボットに対して従来型の多関節ロボットをシリアルリンクロボットと言う。
パラレルリンクロボットは産業用ロボットとしていくつかの企業から発売されているが、一般的な産業用ロボット（多関節ロボット）ではない。
従来の多関節ロボットの欠点を克服するロボットとして一時期注目されたが、人間の腕の構造とあまりにも違うため、人間の代替作業を期待される産業用ロボットとしては使いにくく、さほど普及していない。
ファナックから発売されているパラレルリンクロボットは、ボールねじによる直動機構を6つ組み合わせて6自由度を得ている。
全てのモーターの力を合わせることが出来るので、理論的には、同サイズ、同出力の多関節ロボットの6倍の力が得られる。
このロボットは高精度、高出力を生かして、簡単な機械加工やプレス加工も可能である。